# Belzunegui
Belzunegui es un despoblado español del municipio de Esteríbar, en la comunidad autónoma de Navarra.

## Toponimia
El nombre del lugar puede encontrarse escrito con las grafías Belzunegui, Belçuneguy, Velçuneguy, Velzunegui, Belçunegui y Beltzunegi.

## Historia
Hacia mediados del siglo XIX, el lugar, ya por entonces perteneciente al municipio de Esteríbar, tenía contabilizada una población de 25 habitantes. Aparece descrito en el cuarto volumen del Diccionario geográfico-estadístico-histórico de España y sus posesiones de Ultramar de Pascual Madoz con las siguientes palabras:

BELZUNEGUI: l. valle, ayunt. y arciprestazgo de Esteribar, en la prov. y c. g. de Navarra, part. jud. de Aoiz (4 leg.) aud. terr. y dióc. de Pamplona (3): sit. en terreno escabroso, combatido por los aires del N: clima frio pero saludable. Tiene 2 casas y una parr. (San Cristobal), servida por un cura llamado abad. Los niños de este l. acuden á la escuela de primeras letras de Iroz, á cuyo maestro paga cada uno anualmente cierta porcion de trigo, segun los rudimentos que se les enseña. Confina el térm. N. Zay; E. Galduroz; S. Ilurdoz, y O. Irure, de cuyos puntos dista 1/2 leg. poco mas ó menos. El terreno es demasiado montuoso, áspero y poco fértil, brotan en él varias fuentes de aguas bastante claras, que utilizan los hab. para beber, y abrevadero de los ganados. Los caminos únicamente son de herradura y de penoso tránsito. prod.: trigo, cebada, avena, legumbres y algunas hortalizas, con muchos pasos para alimento de ganado vacuno, de cerda, lanar y cabrio. ind. y comercio: ademas de la agrícola, se dedican los hab. al carboneo, y corte de maderas, cuyos prod. venden en Pamplona. pobl.: 4 vec., 25 alm. riqueza y contr. con el valle.
(Madoz, 1846, p. 150)